# VTOL

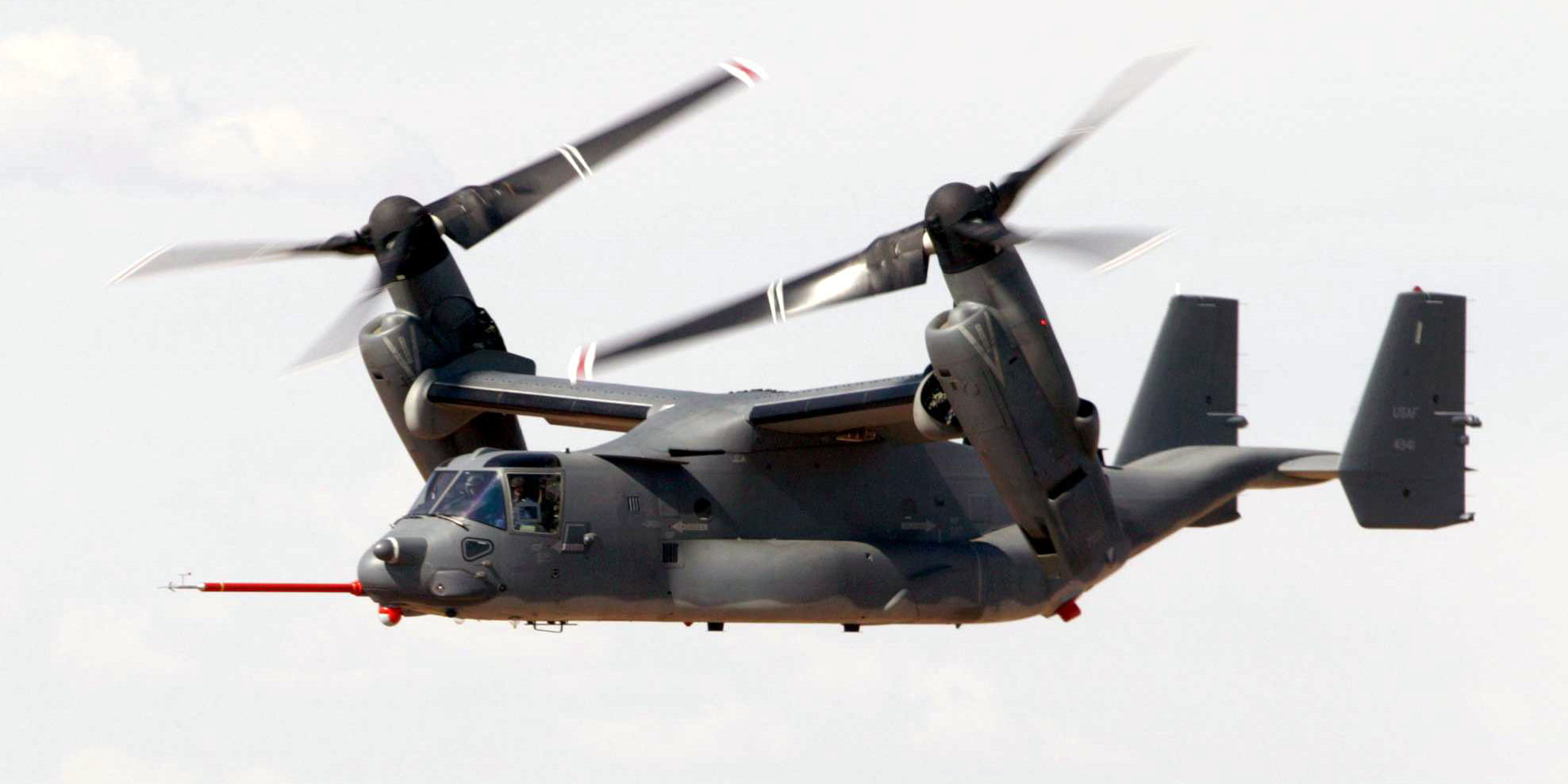
Bell-Boeing V-22 Osprey

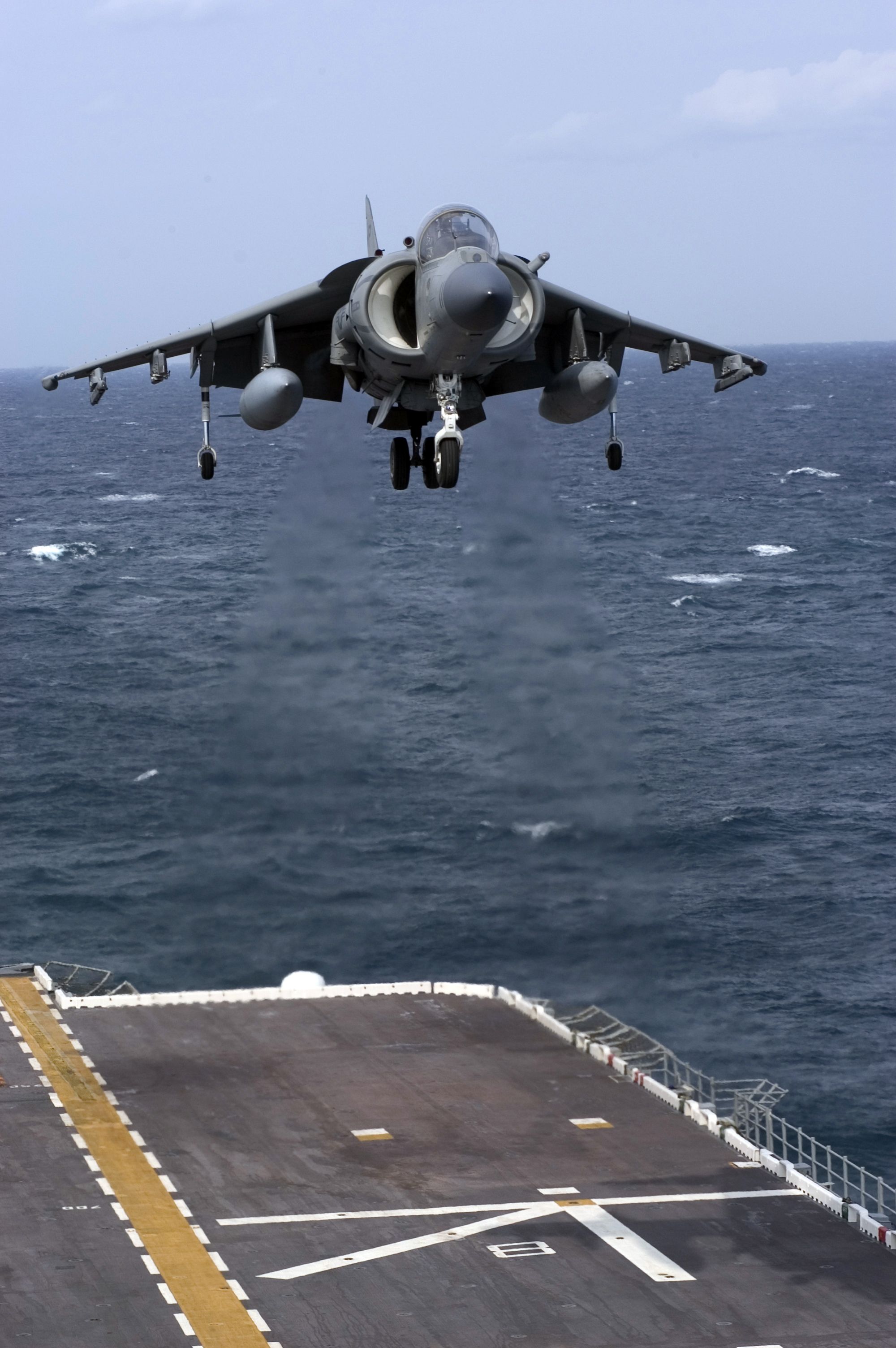
USMC AV-8B Harrier II

VTOL je zkratka anglického Vertical Take-Off and Landing a označuje letadla, která mohou startovat a přistávat vertikálně (svisle). Jedná se o konvertoplány (např. letadla s překlopnými rotory – Bell Boeing V-22 Osprey) nebo o konvenční letadla s možností vertikálního vzletu a přistání (například Hawker Siddeley Harrier). Mezi VTOL mohou být zařazeny i vrtulníky a vzducholodě, naopak vírníky tohoto schopné nejsou.

## Příklad letadel VTOL
(seznam neobsahuje vrtulníky)
- Bell X-14
- Bell-Boeing V-22 Osprey
- Bell XV-15
- Boeing X-32
- Canadair CL-84 Dynavert
- Convair XFY Pogo
- Dornier Do 31
- Hawker Siddeley Harrier, AV-8B Harrier II a Sea Harrier
- Hiller X-18
- Jakovlev Jak-38
- Jakovlev Jak-141
- Kamov Ka-22
- Moller Skycar M400
- Lockheed Martin F-35B Lightning II (pouze v rámci zkušebních letů, pro operační použití STOVL)
- Bell/Agusta BA 609 Tiltrotor
- Ryan X-13 Vertijet
- SNECMA C.450 Coléoptère
- Zuri

## Obdobné zkratky
- CTOL – Conventional Take-off and Landing – letadla s konvenčním startem a přistáním
- STOL – Short Take-Off and Landing – letadla s krátkým vzletem a přistáním
- STOVL – Short Take-Off and Vertical Landing – letadlo s krátkým vzletem a vertikálním přistáním
- VTOHL – Vertical Take-Off Horizontal Landing – letadlo s vertikálním vzletem a horizontálním přistáním

Při startu a přistání (především na letadlových lodích nebo extrémně krátkých startovacích plochách) se využívají prostředky pro asistovaný start/přistání:
- CATO – Catapult Assisted Take-Off – letadlo startující pomocí katapultu
- CATOBAR – Catapult Assisted Take-Off But Arrested Recovery – letadlo startující pomocí katapultu a přistávající pomocí zádržných systémů
- STOBAR – Short Take-Off But Arrested Recovery – letadla s krátkým vzletem přistávající pomocí zádržných systémů
- JATO nebo RATO – Jet (Rocket) Assisted Take-Off – letadlo startující pomocí přídavných raketových motorů